# 胡四王山
胡四王山（こしおうざん）は、岩手県花巻市にある標高183mの山である。

## 概要
- 当山は、花巻市街地東部、JR東北新幹線・釜石線新花巻駅南西に位置する。

## 胡四王神社
当山の頂上にある神社。
大同2年（807年）に、坂上田村麻呂が、将兵の武運長久・無病息災を祈願し、自身の兜の中央に納めていた薬師如来像を祀って創建されたと伝わる。
稗貫氏時代には天台宗の医王山胡四王寺（いおうざんこしおうじ）として信仰を集めた。
文化15年（1818年）に、祀る対象を薬師如来から大己貴命・少彦名命に変え、村名を冠して矢沢神社（やさわじんじゃ）に名前が改められた。ただし慶応2年（1866年）に、当社から出された文書では胡四王大権現社（こしおうだいごんげんしゃ）と名乗っている。
昭和29年（1954年）に、胡四王神社に名前が改められて現在に至る。
毎年1月2日には｢胡四王神社蘇民祭｣が行われている。この祭りは慶応元年（1865年）に始まったと伝えられている。

## 周辺
- 宮沢賢治記念館（当山の九合目あたりに所在する。）
- 山猫軒（童話｢注文の多い料理店｣にちなんで付けられたレストラン。）
- ポランの広場（南斜・日時計花壇）
- 宮沢賢治イーハトーブ館
- 木偶乃坊こけし
- 花巻市博物館
- 宮沢賢治童話村
- 北上川
- JR釜石線
- 釜石自動車道

## 放送送信施設
- 当山にはコミュニティ放送局であるえふえむ花巻の送信所が置かれている。
- なお、本項では東北地方太平洋沖地震（東日本大震災）発生に伴う臨時放送局についても記述する。

| 放送局名                    | コールサイン | 周波数  | 空中線電力 | ERP | 放送区域                               | 放送区域内世帯数 | 開局日       | 置局住所                 |
| --------------------------- | ------------ | ------- | ---------- | --- | -------------------------------------- | ---------------- | ------------ | ------------------------ |
| えふえむ花巻 愛称「Fm One」 | JOZZ2BA-FM   | 78.7MHz | 20W        | 32W | 花巻市と紫波郡紫波町（各一部地域のみ） | 1万4550世帯      | 2010年9月1日 | 花巻市矢沢第2地割160番地 |

- 花巻市全世帯の38.6%をカバーする1万2910世帯と紫波郡紫波町全世帯の16.3%をカバーする1640世帯が、放送区域内世帯数となる。
- なお、東北地方太平洋沖地震発生に伴って、2011年3月11日から4月3日まで放送休止。この期間は、同じ周波数で出力を増力した「災害臨時放送局」として放送した。

### 臨時放送局
| 放送局名                 | コールサイン | 周波数  | 空中線電力 | ERP  | 放送区域                 | 放送区域内世帯数 | 開設期間 （免許期間）   | 置局住所                 |
| ------------------------ | ------------ | ------- | ---------- | ---- | ------------------------ | ---------------- | ----------------------- | ------------------------ |
| はなまきさいがいエフエム | JOYZ20-FM    | 78.7MHz | 100W       | 不明 | 花巻市及び一部周辺市町村 | 不明             | 2011年3月11日から4月3日 | 花巻市矢沢第2地割160番地 |

- 2011年3月11日16時に臨時放送局の免許が下りた。
- なお、当初は2か月の免許期間だったが、4月3日で臨時放送局の免許が廃止された。

## 当山へのアクセス
- 下記外部リンク「岩手県観光ポータルサイトいわての旅（胡四王山編）」参照。